# Organisationen för förbud mot kemiska vapen

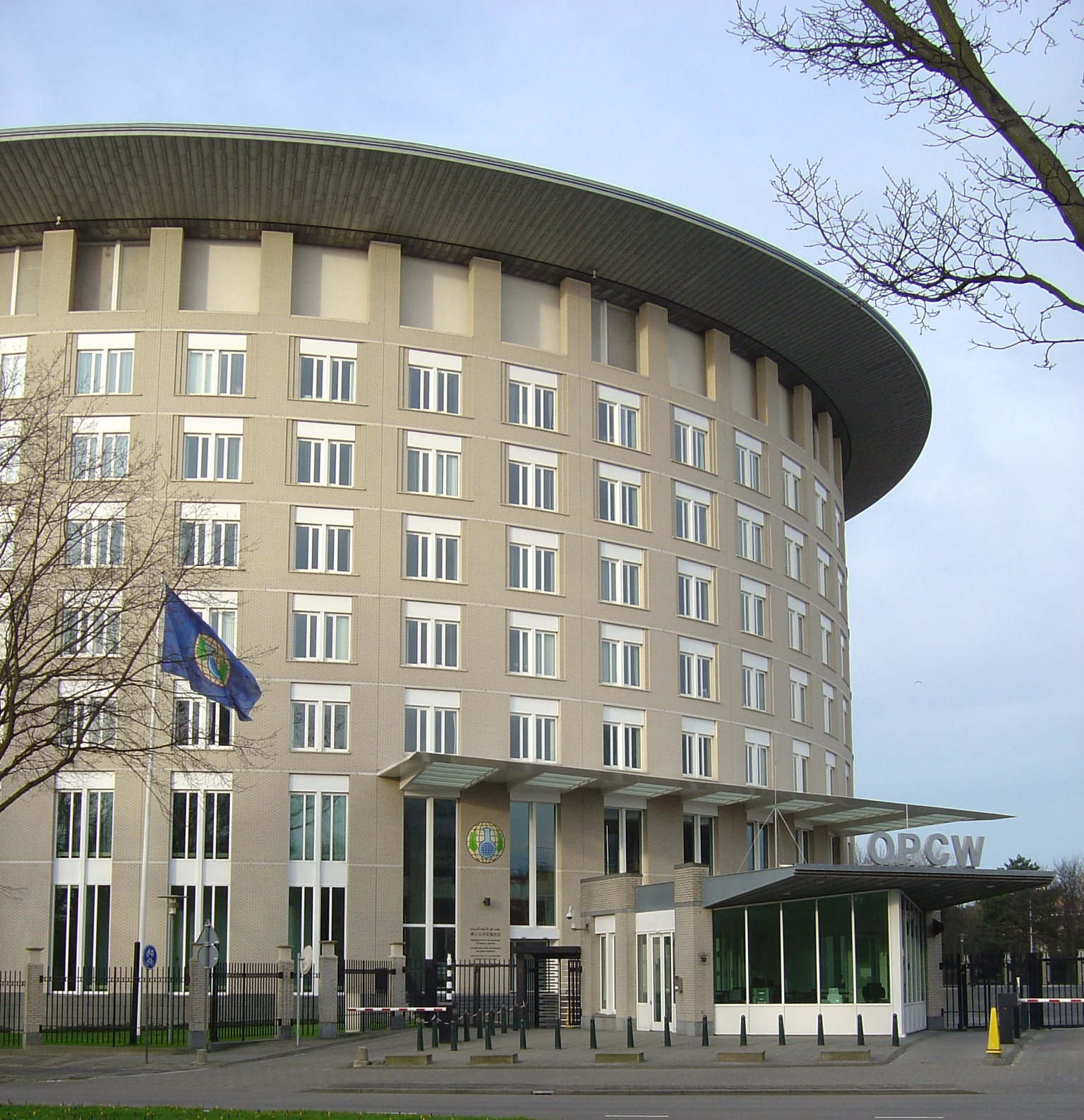
OPCW:s säte i Haag

Organisationen för förbud mot kemiska vapen eller OPCW (av organisationens engelska namn Organisation for the Prohibition of Chemical Weapons) är en internationell organisation som ser till att Konventionen om kemiska vapen (CWC) efterlevs. Man inspekterar laboratorier, fabriker och arsenaler och leder översynen av hur vapnen förstörs.
Organisationen har sitt säte i Haag i Nederländerna. Den är en medlemsorganisation, med länder som medlemmar. Organisationen är formellt oberoende av andra liknande organisationer, men har samarbete med bland annat FN.

## Historik
Direkt efter att Konventionen om kemiska vapen antagits i januari 1993, skapades en förberedande kommission (Preparatory Commission) för att lösa återstående frågor relaterade till CWC och för att sätta upp den övervakande organisationen. Kommissionen hade sitt första möte i februari 1993 i Haag, som hade valts som säte för det blivande OPCW. Ett sekretariat sattes upp av kommissionen med start i januari 1994, och blev den grund som OPCW utvecklades från. I april 1997 fanns 175 anställda vid sekretariatet.
Organisationens uppmärksammades mycket under Irakkriget när dess verkställande direktör, den brasilianska diplomaten Jose Bustani, tvingades avgå på grund av påtryckningar från USA.
OPCW tilldelades Nobels fredspris 2013 för "dess omfattande arbete att förbjuda kemiska vapen".